# Muhammad Ghûrî
Muhammad Ghûrî (1149 - 15 mars 1206), ou Mu`izz ud-Dîn Muhammad, est l'un des acteurs principaux dans la propagation de l'islam dans le Nord de l'Inde. Ambitieux, il hérite du pouvoir tenu par son frère Ghiyâs ud-Dîn Muhammad et transforme le petit État de Ghôr (ou Ghûr) en un vaste empire. Il absorbe tout d'abord le territoire des Ghaznévides, puis l'étend par la conquête en s'emparant du Nord de l'Inde et du Bengale.

## Biographie
En 1173, Muhammad est nommé gouverneur de Ghaznî, prise par son frère, et continue à razzier à l'est le territoire ghaznévide. Il envahit le Goujerat dans les années 1180, mais il est repoussé par les Solankî qui dirigent la région. En 1186, il s'empare de Lâhore et met fin au règne de Khosrô Malek, dernier souverain de la dynastie des Ghaznévides. Après sa défaite initiale, en 1191, à la première bataille de Tarâin devant Prithivîrâja Châhumâna III, le râja qui règne alors sur les territoires de Delhi et d'Ajmer et le modèle du chevalier rajpoute, il passe une année complète se préparant à la guerre. Il revient en 1192 et l'affrontement, dans la deuxième bataille de Tarâin, de ses 120 000 hommes aux 300 000 indiens de Prithivîrâja tourne au désavantage de ce dernier qui est capturé et exécuté sur le champ de bataille. Muhammad Ghûrî devient ainsi le premier dirigeant musulman à s'emparer de Delhi et à établir un pouvoir musulman en Inde, sans toutefois s'y installer personnellement.
Tandis qu'il nomme son général Qûtb ud-Dîn Aibak, le futur fondateur de la dynastie des Esclaves, comme gouverneur de Delhi, continuant sur sa lancée, son autre général Muhammad ibn Bakhtiyâr, franchit le Gange, prend Vârânasî où il détruit les temples et extermine la population mâle, conservant les femmes et les enfants pour les déporter comme esclaves, occupe et pille le Bihar où il fait un grand massacre de moines bouddhistes, à Nâlandâ, et de populations civiles bouddhistes, portant un coup fatal au bouddhisme indien. Il s'empare enfin du Bengale où il ne rencontre pas de résistance. En 1206, Ghûrî se rend à Lâhore pour écraser une révolte, mais sur le chemin du retour à Ghaznî, où il s'est établi, il est assassiné à Damik, peut-être par un assassin ismaélien nizârite, peut-être par un combattant ghakkar dont c'est la région.
Muhammad Ghûrî qui n'a aucun héritier, traite ses esclaves comme ses fils et on pense qu'il forme une grande quantité de ses esclaves d'origine turque aux arts de la guerre et à l'administration de ses territoires. L'un d'entre eux, Qûtb ud-Dîn Aibak, se rend indépendant et fonde, à sa mort, la dynastie des Esclaves.